# Гребля Аюсай
Гребля Аюсай – селезахисна споруда на півдні Казахстану, завершення будівництва якої очікується в 2024 році.
Селеві явища є типовими для північних схилів Заілійського Алатау. З огляду на це, станом на 2023 рік велось будівництво селезахисної греблі Аюсай на річці Улькен-Алмати (Велика Алматинка). Споруда матиме кілька секцій:
- центральну бетонну довжиною 68 метрів та висотою 38 метрів. Секція витягнута вниз по течії на 127 метрів, проте не є монолітною, а складається із кількох рядів відкритих зверху комірок різної висоти (чим далі від селесховища тим нижче), що мають затримувати каміння, яке несе з собою сель;
- бічні земляні завдовжки 157 метрів та 105 метрів з шириною по гребеню 10 метрів. Гребінь бічних ділянок знаходиться на 3,5 метра вище від гребеня центральної секції.
У нижній частині греблі передбачений водопропускний тракт. У випадку великого селю можливий скид надлишкових об’ємів рідини через переливну стінку завдовжки 46 метрів, яка знаходиться у центральній частині греблі. 
За проектом споруда має затримати до 2,3 млн м3 селевої маси. 
Можливо відзначити, що за п’ять кілометрів нижче по течії від будівельного майданчику греблі Аюсай з кінця 1970-х вже діє ще одна селезахисна споруда.